# Тшебень (Кошалінський повіт)
Тшебень (пол. Trzebień) — село в Польщі, у гміні Боболиці Кошалінського повіту Західнопоморського воєводства.
У 1975-1998 роках село належало до Кошалінського воєводства.